# Frashër (Gjirokastra)
Frashër falu Albánia délkeleti részén, Gjirokastra városától légvonalban 40, közúton 80 kilométerre északkeleti irányban, a Melesin-hegységben. Gjirokastra megyén belül Përmet község települése, Frashër alközség központja. A falu elsősorban arról nevezetes, hogy itt születtek a Frashëri fivérek, a 19. század végi albán nemzeti mozgalom jeles alakjai, Abdyl, Naim és Sami Frashëri.

## Fekvése
Frashër a Tomor–Melesini-hegységrendszer keleti csoportjában, a Melesin-hegységben található, a Frashër-pataknak a Tabor-hegy (Maja e Taborit, 1572 m) és a Qelq-hegy (Maja e Qelqit, 1669 m) közé ékelődő forrásvidékén, kb. 950 méteres tengerszint feletti magasságban. A falu és környéke a Hotovai-fenyves Nemzeti Park területén fekszik. A délen, a Vjosa völgyében futó SH75-ös jelű főútról egy kb. 30 kilométeres nehezen járható, murvás, kanyargós másodrendű úton közelíthető meg.

## Történelme

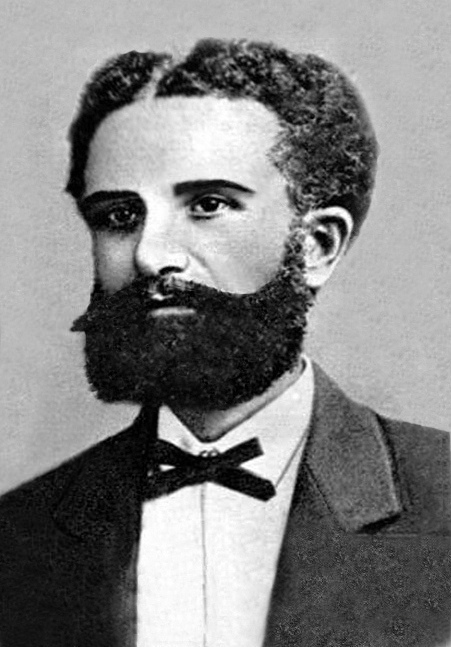
Abdyl Frashëri

Frashër a dél-albániai bektásik fontos központja volt, kolostoruk szerzetesei közül került ki a bejtedzsi költészet több nevezetes alakja. Mások mellett itt élt Dalip Frashëri, aki 1826 körül Hadikanë címen albánra fordította és 65 000 soros költeménnyé dolgozta át Fuzúli 1200 oldalas Hadîkat üs-Süedâ (’Vértanúk kertje’, 16. század) című művét. Egy másik frashëri bektási szerzetes, Dalip öccse, Shahin Frashëri Myhtarnameja címen 12 000 soros epikus költeményt írt a 7. századi Muhtár ibn Abi Ubajd Omajjádok elleni lázadásáról. Frashër a 20. század közepéig jelentős település maradt, 1925-től Albánia hat bektási körzete közül a vlorai központja volt.
Az albán autonómiaérdekekért küzdő Prizreni Liga 1878. júniusi megalakulását követően a falu szülötte, egyúttal a Liga vezéregyénisége, Abdyl Frashëri az itteni bektási kolostorban hívott össze gyűlést, amelyen megfogalmazták főbb követeléseiket. Albánia 1912-es függetlenné válását követően a területi igényekkel fellépő görög hadsereg szállta meg a vidéket. Miután a nagyhatalmi bizottság 1913 decemberében Frashërtól délre jelölte ki a görög–albán országhatárt, a görög csapatok evakuálásuk során, 1914. április 28-án tizenegy albán falut égettek fel a régióban, köztük Frashërt. A második világháborúban megvívott olasz–görög háború során, 1940 végén hónapokon át itt húzódott a frontvonal.

## Nevezetességei
Mára a nehezen megközelíthető település jelentőségét vesztette, lakossága megcsappant. Legfőbb nevezetessége az itt született Frashëri fivérek, a 19. század végi albán nemzeti mozgalomban fontos szerepet vállaló Abdyl, Naim és Sami Frashëri szülőháza, amelyet 1974-ben emlékházzá alakítottak (Shtëpia-muze e vëllezërve Frashëri). A fivérek életét bemutató dokumentumokon kívül az épületben helytörténeti és néprajzi kiállítás is látható. Az emlékház melletti parkban áll a három fivér mellszobra, Abdyl és Naim Frashëri büsztje egyúttal sírhelyüket is jelöli (Sami Frashëri Isztambulban nyugszik). A régi bektási kolostor felújított épülete szintén látogatható.

### Frashër szülöttei
- Abdyl Frashëri (1839–1892) politikus, diplomata, a Prizreni Liga egyik vezetője.[11]
- Naim Frashëri (1846–1900) költő, író, műfordító, az albán nemzeti romantika korszakának legnagyobb hatású alakja.[12]
- Sami Frashëri (1850–1904) publicista, nyelvész, lexikográfus, aki a török művelődéstörténetbe az első nyugati értelemben vett regény és az első török lexikonsorozat szerzőjeként írta be a nevét.[13]
- Athanas Tashko (1863–1915), szintén a Frashëri család sarja, a nemzeti mozgalom jelentős alakja.[14]
- Mehdi Frashëri (1872–1963) politikus, Albánia kétszeres miniszterelnöke (1935–1936, 1943).
- Xhafer Vila (1889–1938) diplomata, politikus, Albánia külügyminisztere (1921, 1933–1935).[15]